# Valentin Grimm
Valentin Grimm (* 13. April 1850 in Kleinrinderfeld; † nach 1917) war ein deutscher Reichsgerichtsrat.

## Leben
Der Sohn eines Ökonomen ging in Würzburg zur Schule. Grimm studierte Rechtswissenschaften in Würzburg. 1873 wurde er auf den bayrischen Landesherrn vereidigt. 1879 wurde er III. Staatsanwalt und 1881 Amtsrichter. 1887 erfolgte die Ernennung zum II. Staatsanwalt und 1891 zum Landgerichtsrat. Zum I. Staatsanwalt wurde er 1898, zum Oberlandesgerichtsrat 1900 befördert. 1905 kam er an das Reichsgericht. Er war im III. Strafsenat tätig. Er trat 1917 in den Ruhestand.

## Schriften
- Verlesung von Schriftstücken Verstorbener im Strafverfahren. In: Zeitschrift für Rechtspflege in Bayern, Band 10 (1914), S. 258.
- Urteilsformel bei Idealkonkurrenz. In: Dr. J. A. Seuffert’s Blätter für Rechtsanwendung, Band 76 (1911), S. 411–414 (Digitalisat des Max-Planck-Instituts für Rechtsgeschichte und Rechtstheorie).